# Río Rednitz
El río Rednitz es un río alemán, de la región de Franconia. Es tributario del Regnitz, que pertenece a la cuenca del Rin.
El Rednitz se forma por la confluencia de los ríos Rezat Franconio y Rezat Suabo, en Georgensgmünd (distrito de Roth). El Rednitz fluye hacia el norte por Roth y Schwabach y por el suroeste de Núremberg. El Rednitz se une al Pegnitz para dar lugar al río Regnitz en la ciudad de Fürth.
En total, tiene una longitud de 46 kilómetros.